# Sudangan
Sudangan is een bestuurslaag in het regentschap Lamongan van de provincie Oost-Java, Indonesië. Sudangan telt 1073 inwoners (volkstelling 2010).